# 片桐満紀
片桐 満紀（かたぎり みつのり）は、江戸時代中期の大和国小泉藩の世嗣。通称は大膳。

## 略歴
第4代藩主・片桐貞起の長男として誕生。母は上田勘解由の娘。正室は堀親賢の娘、継室は内藤清枚の娘。
小泉藩嫡子として生まれ、正徳4年（1714年）徳川家継に拝謁する。しかし、家督相続前の享保13年（1728年）に廃嫡された。
代わって、弟・貞音が嫡子となった。明和6年（1769年）、69歳で没した。